# Paysage avec saint Jérôme
Paysage avec saint Jérôme est une peinture de Joachim Patinier réalisée vers 1516-1517 et conservée au musée du Prado de Madrid.

## Sujet
Ce tableau de Patinier associe deux éléments souvent récurrents dans son œuvre : la vie d'un ermite (thème très prisé dans la peinture religieuse nord-européenne) et le paysage, véritable sujet de sa peinture.
Saint Jérôme est le parangon de la vie érémitique, et son iconographie remonte aux récits relatés dans la Légende dorée (1298), œuvre de Jacques de Voragine :
Dans le désert, saint Jérôme se retrouve nez à nez avec un lion qui souffre d'une épine fichée dans la patte. Le saint la lui retire et rejoint son monastère en compagnie du lion, qui se voit chargé de garder l’âne du monastère. Un jour, l'âne disparaît et le lion, accusé de l’avoir mangé, est sévèrement châtié. Ensuite, le fauve retrouve les voleurs qui ont enlevé l'âne, les met en fuite et ramène l’aliboron aux moines, puis meurt d'épuisement aux pieds de saint Jérôme.

## Description
Patinier choisit de représenter la scène de l'enlèvement de l'épine, thème déjà écrit par Rogier van der Weyden (Saint Jérôme et le lion) et Hans Memling (Saint Jérôme et le Lion (d)). Comme il l'a fait dans d'autres versions où saint Jérôme apparaît pénitent dans le désert, hormis dans le panneau de Karlsruhe, Patinier a réparti dans différentes zones du tableau les divers passages de l'histoire du lion qu'il a recueillis de La Légende dorée. Ainsi, les différents personnages (les bédouins voleurs sur leurs camélidés, l'âne ou le lion) se retrouvent à plusieurs endroits de la composition.
Comme dans Paysage avec le Martyre de sainte Catherine (d) du Kunsthistorisches Museum de Vienne, il obtient, en élevant la ligne d'horizon, une image tridimensionnelle de l'espace, réelle, aérienne, avec de magnifiques contrastes entre les rochers verticaux et le ciel couvert de nuages sur le côté gauche de l'image et le plan horizontal et son illumination sur le côté droit. Si, par conséquent, l'espace réservé au ciel est réduit, il convient de rappeler qu'il a encore diminué davantage avec la disparition du sommet incurvé du cadre.
Le paysage aux crêtes acérées, sans végétation, est inspiré du paysage de la région namuroise de la Meuse, où l'artiste est né.
Au premier plan, assis devant une hutte adossée au rocher, le saint ôte l'épine de la patte d'un lion. La position occupée par le saint, sur le côté gauche du panneau, et celle des falaises font de cette œuvre la plus dynamiquement équilibrée du peintre, grâce à sa division en deux parties : à gauche (ainsi qu'au premier plan à droite), la solitude de la nature, le désert, dans lequel Saint Jérôme se trouve ; au centre et à droite, en arrière-plan, l'activité terrestre quotidienne.
Pour le traitement du sujet, Patinier se détache de Van der Weyden et Memling, en ce qu'il montre le lion la gueule ouverte, rugissant de douleur. Il s'écarte également de la tradition en ce que le saint est représenté dans les vêtements d'un ermite, et non d'un cardinal, tandis que l'action se déroule à l'entrée de la grotte, à côté du crâne et de la croix, et non dans le monastère de Bethléem, visible sur le rocher. L'artiste combine de manière innovante le suivi du texte hagiographique avec la tradition picturale flamande. 
L'inclusion du crâne à côté de la croix, qui repose sur le rocher, est également une innovation, puisque ce memento mori, d'origine italienne, est habituellement incorporé dans l'iconographie du saint lorsqu'il est représenté à l'intérieur de sa cellule, comme dans la gravure de 1514 d'Albrecht Dürer.

## Analyse
L'analyse du dessin sous-jacent avec les multiples modifications déjà apportées dans cette phase du processus créatif, mais surtout lors de la matérialisation de la phase de couleur, nous permet de corroborer que ce Saint Jerónimo del Prado était un prototype développé par Patinier à partir d'expériences antérieures en matière de représentation. .. sur ce même sujet. Si dans d'autres œuvres Patinier a pu compter sur la collaboration d'autres peintres pour les figures, ce n'est pas le cas dans le panneau du Prado, dans lequel Saint Jérôme montre les traits considérés comme typiques du peintre, définis par Robert A. Koch dans sa monographie sur l'artiste.

## Acquisition
Philippe II a acquis ce tableau pour le monastère de l'Ordre de Saint-Jérôme de l'Escurial.

## Galerie des œuvres citées dans l'article

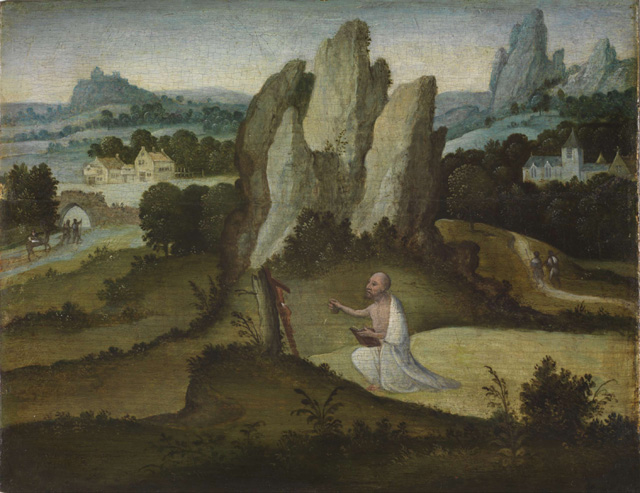
Paysage avec saint Jérôme pénintent, par Joachim Patinir, à la Staatliche Kunsthalle Karlsruhe.
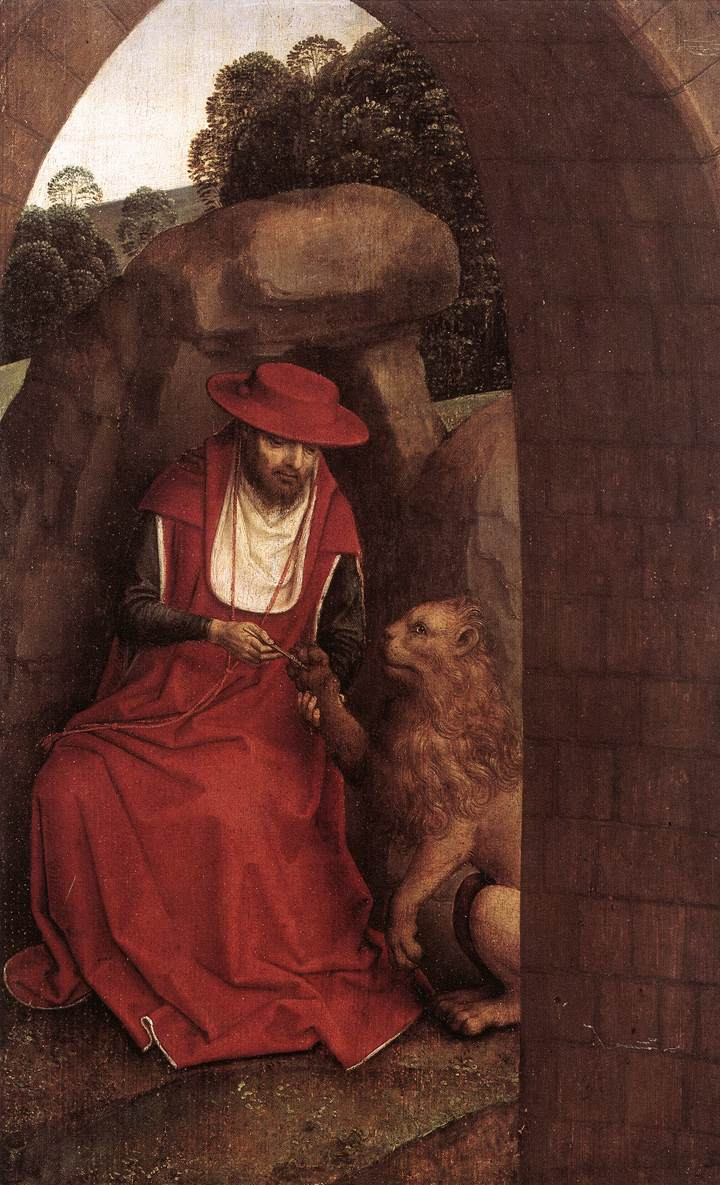
Saint Jérôme et le Lion, par Hans Memling (entre 1485 et 1490), collection particulière.
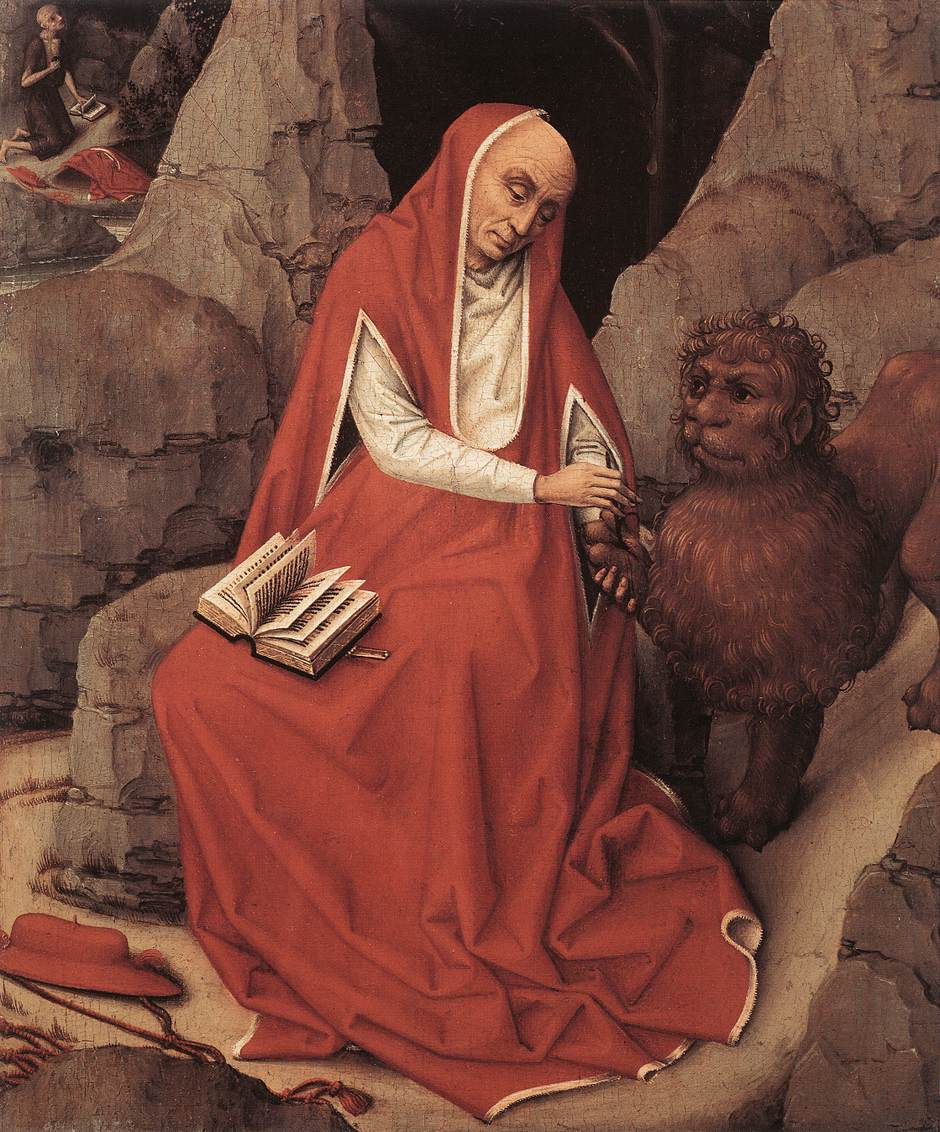
Saint Jérôme et le Lion, par Roger Van der Weyden (1450), au Detroit Institute of Arts.
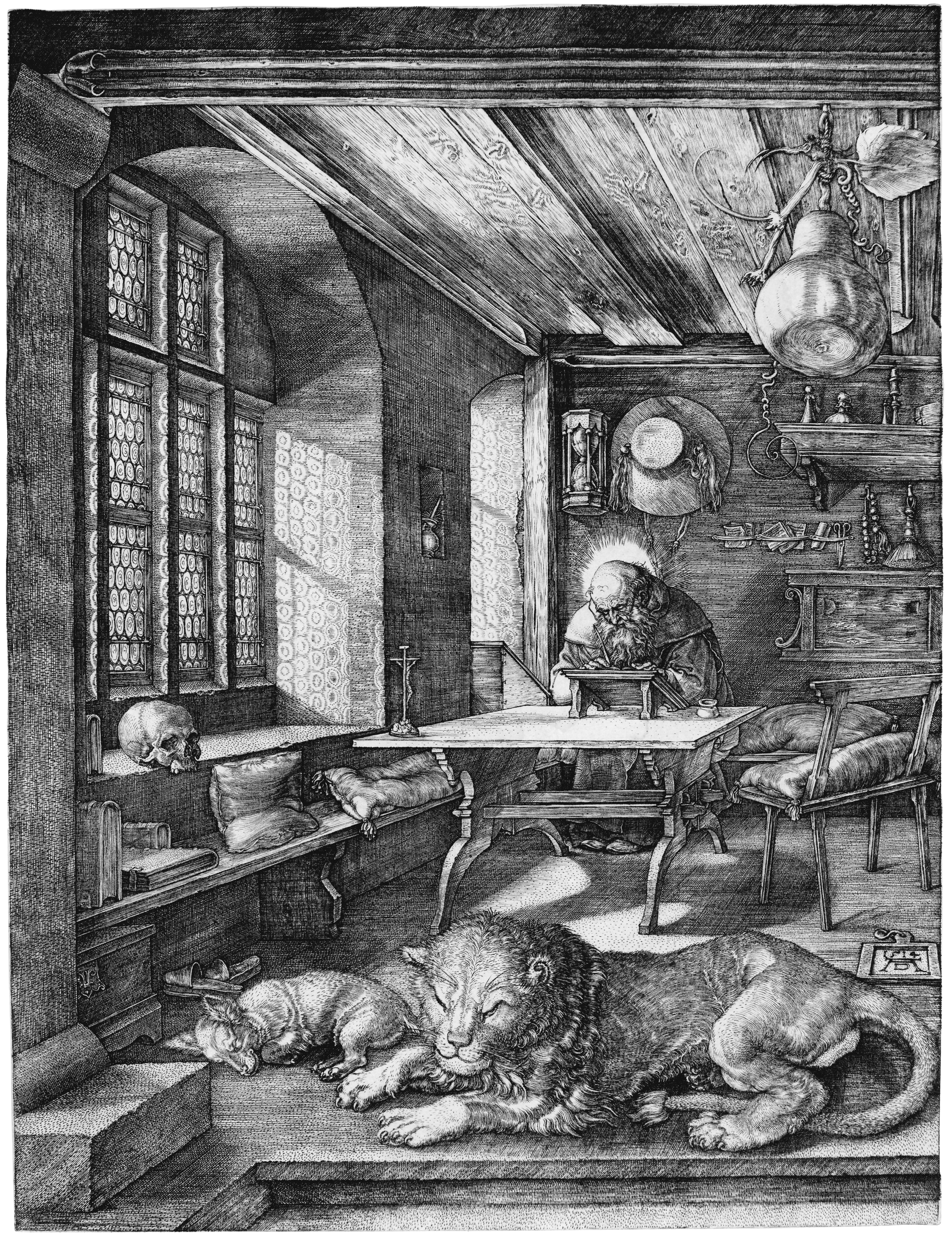
Saint Jérôme dans sa cellule, gravure d'Albrecht Dürer (1514), à la Staatliche Kunsthalle Karlsruhe.
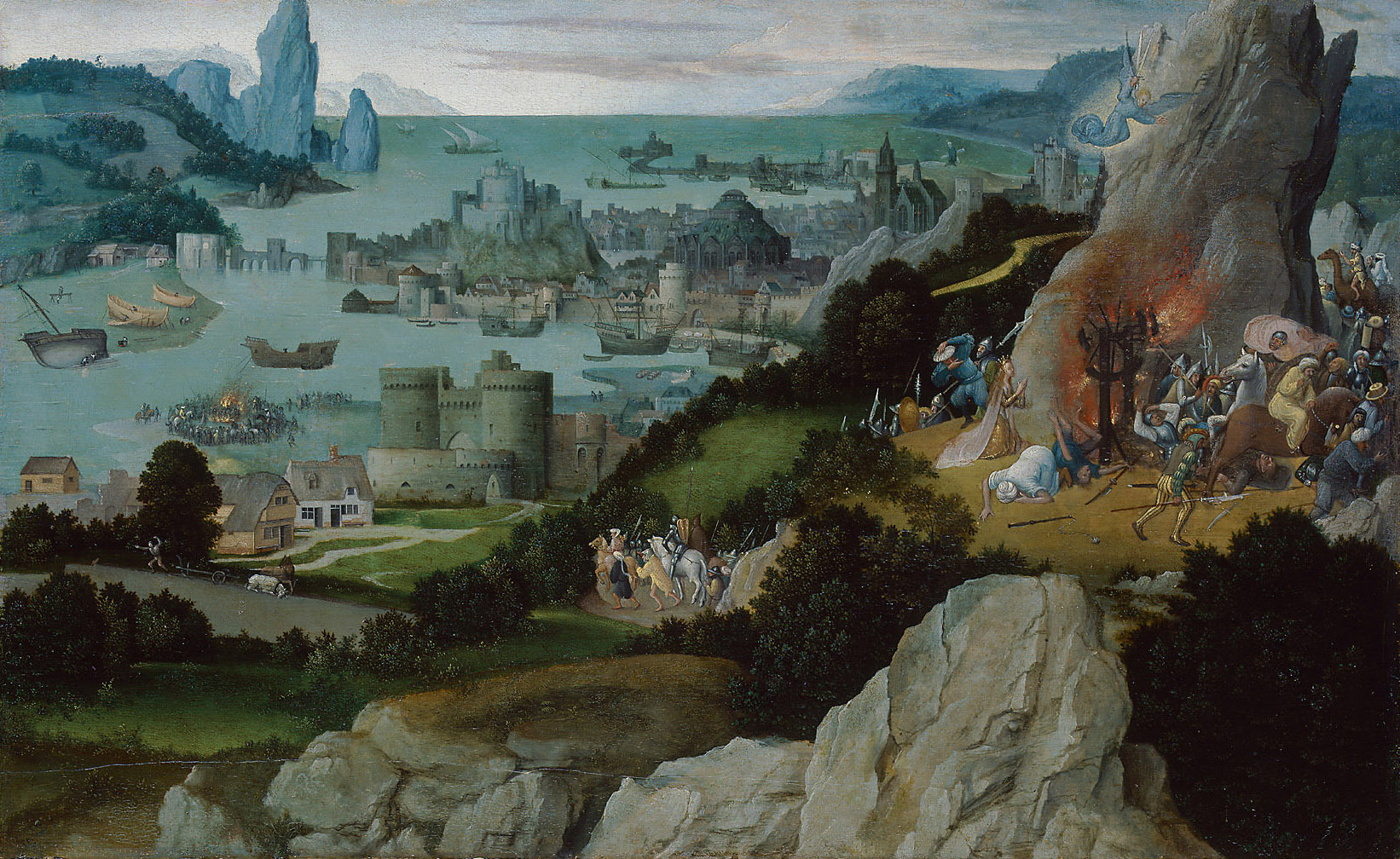
Paysage avec le martyre de sainte Catherine, par Joachim Patinir (années 1510), au KHM de Vienne.